# Clathria oxyphila
Clathria oxyphila är en svampdjursart som först beskrevs av Hallmann 1912.  Clathria oxyphila ingår i släktet Clathria och familjen Microcionidae. Inga underarter finns listade i Catalogue of Life.